# كرسي اليونسكو
أنشئ برنامج كرسي اليونسكو في عام 1992 عقب القرار ذي الصدر عن المؤتمر العام لمنظمة الأمم المتحدة للتربية والعلم والثقافة (اليونسكو) الذي اتخذه في دورته السادسة والعشرين.
تم تصميم البرنامج كوسيلة للنهوض بالبحث والتدريب وتطوير البرامج في التعليم العالي من خلال بناء شبكات جامعية وتشجيع التعاون بين الجامعات من خلال نقل المعرفة عبر الحدود. اعتبارًا من نهاية عام 2013 ، شمل البرنامج أكثر من 854 مؤسسة في 134 دولة.

## روابط خارجية
- قائمة الكراسي المنشأة لليونسكو